# Valnontey
Le Valnontey est une vallée latérale du val de Cogne, ainsi que le nom du seul hameau présent dans cette vallée, dans la région autonome Vallée d'Aoste, dans les Alpes grées italiennes.

## Géographie
Le Valnontey fait entièrement partie du parc national du Grand-Paradis.
À sa tête se situent les sommets les plus élevés du massif du Grand-Paradis et le glacier du Grand Croux.
Il est parcouru par un torrent également appelé Valnontey, affluent du Grand Eyvia.

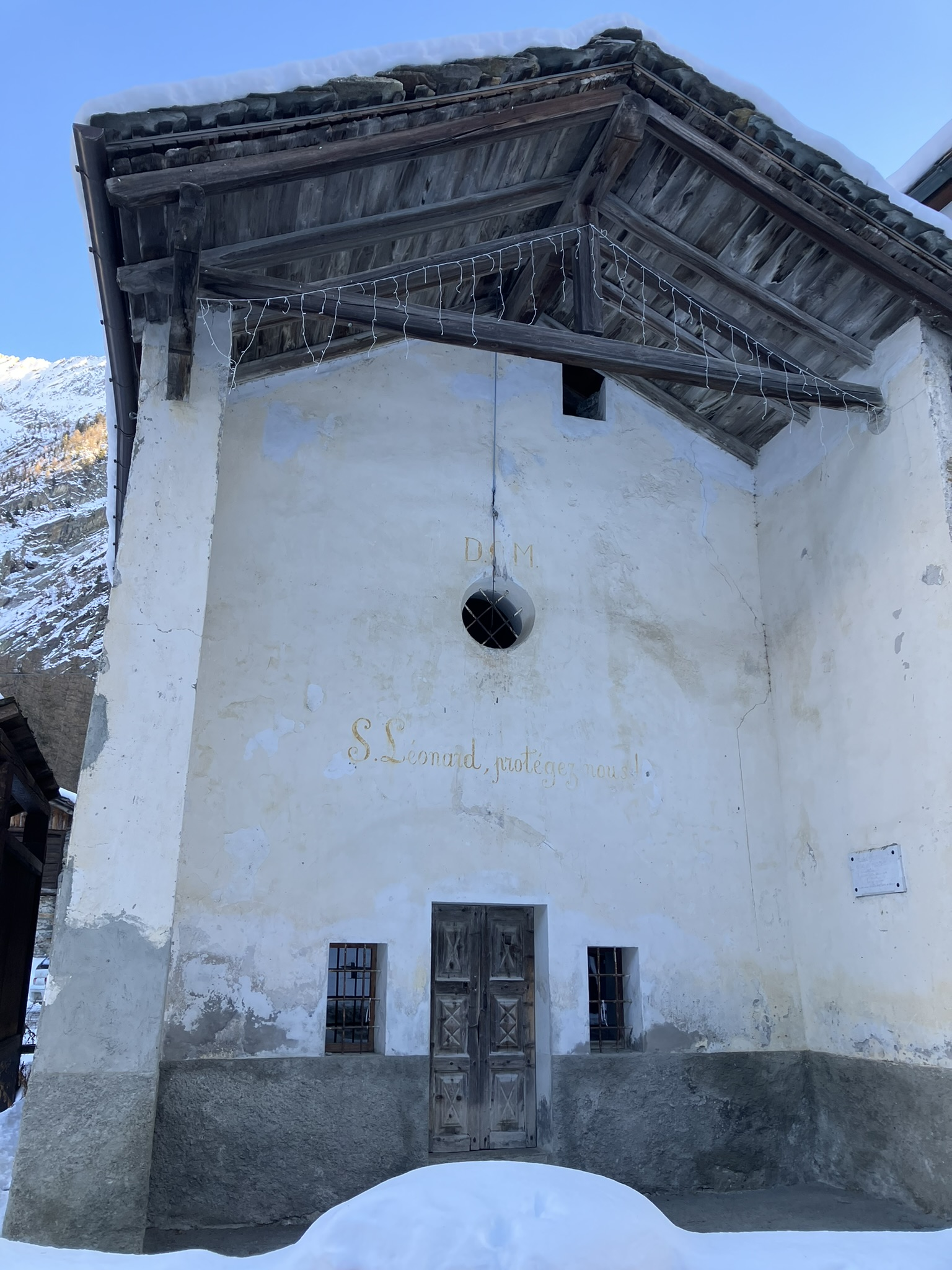
La chapelle Saint-Léonard au village de Valnontey.

Le seul village habité pendant toute l'année est représenté par le hameau du même nom, où se situe également une chapelle dédiée à Léonard de Noblat.
Près du hameau de Valnontey (1 666 mètres) se situe le jardin botanique alpin Paradisia.

## Refuges et bivouacs
- Refuge Vittorio Sella - 2 584 mètres
- Bivouac Lionel Leonessa - 2 910 mètres
- Bivouac Charles Pol - 3 183 mètres
- Bivouac Marcel Gérard et Hector Grappein - 3 183 mètres
- Bivouac Borghi - 2 686 mètres
- Bivouac Alexandre Martinotti - 2 588 mètres
- Bivouac du Money - 2 872 mètres